# Melchor Díaz
Melchor Díaz (ca. 1500 - Desierto de Altar, Sonora, 1541), fue un militar español, uno de los primeros exploradores del oeste de América del Norte, recordado por haber participado en tres expediciones asociadas con las exploraciones de Francisco Vázquez de Coronado.

## Expediciones
Poco se sabe acerca de Melchor Díaz, que debe de haber nacido alrededor del año 1500. Fue alcalde de la ciudad de San Miguel de Culiacán por encargo del entonces gobernador de la provincia Nuño de Guzmán. Se le reconocía capacidad y era popular entre la tropa.
Cuando en 1539, fray Marcos de Niza regresó de Primera Alta informando de que había visto las míticas ciudades de Cíbola y Quivira, el virrey Antonio de Mendoza y Pacheco envió a Díaz como líder de una pequeña expedición preliminar para determinar si los informes de fray Marcos eran ciertos. La información que obtendría debía de beneficiar a otra expedición que estaba planeando, mucho más grande, que partiría al mando de Francisco Vázquez de Coronado, por entonces gobernador de la Audiencia de la Nueva Galicia en sustitución de Nuño de Guzmán. (Paralelamente el virrey envió otra expedición que seguiría la costa de la Nueva España hacia California, formada por navíos al mando de Fernando de Alarcón y que partió el 9 de mayo de 1540.)
Melchor Díaz partió el 17 de noviembre de 1539 y no logró regresar en el tiempo previsto y Coronado partió sin él en febrero de 1540, acompañado por Marcos de Niza. Iba al frente de un gran grupo compuesto por 340 españoles y cientos de indios aliados, además de ganado vacuno. Díaz y Coronado se reunieron en el camino, y Díaz se unió al grupo de Coronado, que lo envió en su segunda expedición para localizar e investigar algunas aldeas reportadas en la zona. Díaz encontró los poblados pero informó de que no respondían a las grandes descripciones que Marcos de Niza había dado.
Entonces Díaz fue enviado por Coronado para asegurar el suministro de alimentos de la expedición. En julio de 1540, tomó al poco fiable y odiado fray Marcos para llevarlo de regreso a México y (dicen algunos informes) para hacerse cargo de la dirección del puesto de avanzada en San Jerónimo (o Gerónimo), en el valle de Corazones (cerca de Ures, en el hoy estado de Sonora), para desde allí a intentar el contacto con la flota de Alarcón. En septiembre de 1540 Díaz comenzó su tercera expedición, viajando por tierra al noroeste hasta la cabeza del golfo de California al mando de 25 hombres.
Cerca de la confluencia de lo que hoy son los ríos Colorado y Gila supo por los nativos que Alarcón ya había partido, pero que había marcado un sitio con unas cruces, con unas cartas enterradas y un almacén secreto con los suministros, que Díaz encontró. Al no tener noticias de la expedición terrestre Alarcón había fondeado sus navíos frente a la desembocadura del río Colorado y en botes había navegado río arriba hasta encontrar la confluencia con el Gila. El mensaje básicamente declaraba que «Francisco de Alarcón llegó a este lugar en el año '40 con tres naves, después de haber sido enviado en busca de Francisco Vázquez de Coronado por el virrey, D. Antonio de Mendoza, y después de cruzar la barra situada en la desembocadura del río y esperado muchos días sin obtener ninguna noticia, se vio obligado a partir, porque los barcos estaban siendo comidos por los gusanos». Díaz cruzó el río Colorado, convirtiéndose en la primera persona de origen europeo en hacerlo, y lo llamó río del Tizón por la práctica de los nativos para mantenerse calientes. Quedó impresionado con la fuerza física de los nativos de la zona. Exploró durante cuatro días al oeste del Colorado, quizás hasta el Valle Imperial.

## Muerte
En un desafortunado accidente (los informes varían, algunos dicen que al término de una exploración mayor, otros sostienen que ocurrió mientras estaba de regreso), Díaz lanzó una lanza a un perro que estaba atacando a sus ovejas. La lanza se clavó en el suelo y, antes de que pudiera evitarlo, Díaz se cayó del caballo e hirió en la ingle con la parte final de la lanza. Sus hombres lo subieron a una improvisada camilla y lo cargaron herido de regreso. La muerte se demoró durante veinte días, pero murió en el camino, en enero de 1541.
Fue sepultado en una pequeña colina, ubicada probablemente entre las hoy poblaciones de Sonoyta y Caborca, en el actual estado mexicano de Sonora. Sus restos nunca fueron encontrados. A causa de su prematura muerte, no hay el tipo de memorias comúnmente escritas por otros exploradores españoles. 

## Legado
Los informes que hizo en el curso de sus expediciones, fueron bastante detallados y contribuyeron mucho al conocimiento del área y de su tiempo, para lectores coetáneos suyos y posteriores. Descubrió y reportó en 1540, aguas termales geotérmicas, en la región al volcán de Cerro Prieto, en el área que posteriormente se denominó Valle de Mexicali, en donde quedó maravillado de las fumarolas que lo rodeaban y que en el siglo XX se instaló una central geotérmica para aprovechar tal energía. 
Informó de detalles de las culturas nativas. El nombre que le dio al Río Colorado fue el nombre aceptado durante casi dos siglos.

## Further reading
- Pedro de Castañeda, translated with an extensive introduction by George Parker Winship, modern introduction, Donald C. Cutter, The Journey of Coronado, Fulcrum Publishing, 1990, hardcover, 233 pages, ISBN 1-55591-066-1

- Datos: Q1376778